# نوش‌آباد
نوش‌آباد شهری از توابع شهرستان آران و بیدگل است که در شمال استان اصفهان ایران قرار دارد.
این شهر از جنوب با شهر کاشان و از شمال به کویر مرکزی ایران ارتباط دارد.

## پیشینۀ تاریخی
تحقیقات باستان‌شناسی نشان داده‌است که انسان عهد حجر که تازه از کوه فرود آمده و در دشت سکونت گزیده بود، بر روی همان مسیر کمانی شکل اطراف کویر نمک استقرار یافته بود و این قرارگاه‌های انسانی که تاکنون شناخته شده‌اند در کاشان (تپه سیلک)، قم، ری و دامغان بوده‌است.
پس از آنکه تپه سیلک (در ۱۴ کیلومتری جنوب غرب)، در اوایل هزاره اول (پیش از میلاد مسیح) تخریب شد، مهاجمین پیروز فین کنونی را مسکن خویش قرار دادند و در اطراف آنجا آبادیهای کوچک و بزرگی مانند آران دشت، بیدگل، نوش‌آباد، نیاسر و ورزآباد پدید آمد.
کتاب «الاعلاق النفیسه» ابن رسته (۲۹۰هجری) است. وی از نوش‌آباد به عنوان یکی از منزلگاه‌های راه بین ری و اصفهان نام می‌برد و این در حالی است که در این مأخذ اشاره‌ای به کاشان نشده‌است. همین موقعیت حیاتی نوش‌آباد بر سر شاهراه مرکزی ایران رهنمون ما به پیشینه تاریخی آن است (جغرافیای نوش‌آباد، ۱۳۹۴).
آنگونه که در کتاب تاریخ قم (نوشته شده در سال ۳۷۸ هـ ق) آمده‌است ″انوشاباد این دیه را از بهر آن بدین نام کردند که یکی از اکاسره (ساسانیان) بدان ناحیت بگذشت به چشمه که آنجاست فرود آمد و آن چشمه و موضع را خوش یافت بفرمود تا به آنجا دیهی بنا نهاد و انوشاباد نام کردند.″ نوش‌آباد از انوشه (انوشه روان) به معنی بی‌زوال و جاویدان و بی‌مرگ می‌باشد. جایی که خوش و خرم است و روان جاویدی دارد (جغرافیای نوش‌آباد، ۱۳۹۴).
عبدالرحیم کلانتر ضرابی در کتاب تاریخ کاشان می‌گوید:
«و از آنجا به قریه نوش‌آباد و از آنجا به قریه آران و از آنجا به قریه بیدگل و این سه قریه از قرا معتبره و از قصبات معظمه گرمسیر و در دامنه بند ریگ بین الشمال و المشرق و در یک فرسخی و یک فرسخ و نیم کاشان واقع هستند.»

## نوش‌آباد

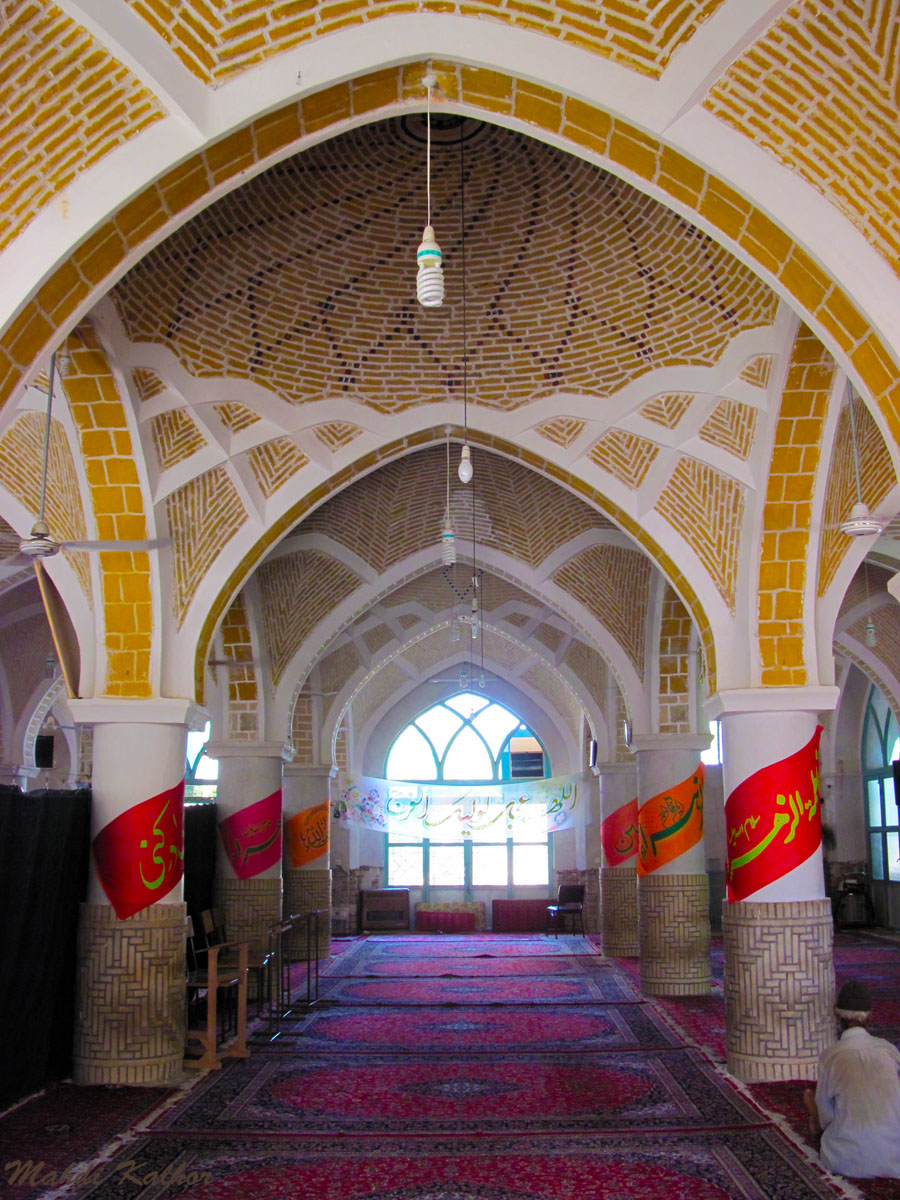
مسجد جامع نوش‌آباد

مسجد جامع عتیق با منارۀ بلند و پر هیبتش در بخش مرکزی شهر تاریخی و در مجاورت محلی به نام تخته‌گاه قرار دارد.
منطقۀ کویری نوش‌آباد که دارای آثار متعدد تاریخی هم‌چون قلاع گوناگون با نام‌های جلال‌آباد، فخرآباد، دی مورچون، سی زان، و پوشش گیاهی خاکی مناسب جهت فعالیت‌های گردشگری است.
از صنایع دستی قدیم شهر مانند جولابافی، شعر بافی و پرورش کرم ابریشم، اثری برجا نمانده ولی قالی بافی کماکان در چرخۀ اقتصادی و اجتماعی مردم نقش دارد. نوش‌آباد علاوه بر آثار ذکر شده، دارای ابنیه مذهبی هم‌چون مسجد علی (بنا گردیده در دوران سلاجقه)، زیارت فیض‌آباد و پل تاریخی اسحاق‌آباد و چندین رشته قناتی است.

## جغرافیای طبیعی
نوش‌آباد در ارتفاع ۹۰۰ متر از سطح دریا و به مختصات جغرافیایی `۲۶˚۵۱ طول و`۰۵˚۳۴ عرض و در فاصله ۳ کیلومتری از شهر آران و بیدگل و ۷ کیلومتری از شهر تاریخی کاشان واقع شده‌است. این شهر دارای آب و هوای گرم و خشک در تابستان و سرد و خشن در زمستان است. نوش‌آباد دارای ۳۱ هکتار بافت تاریخی و طبق سرشماری سال ۱۳۹۵ دارای ۱۱۸۳۸ نفر جمعیت است.
وضع طبیعی آن به صورت دشت همواری است که عوارض طبیعی در آن به چشم نمی‌خورد.

### آب و هوا
آب و هوای این منطقه گرم و خشک با تابستان‌های گرم و سوزان و زمستان‌های سرد و خشک بوده و حداکثر دمای هوا در تابستان به ۴۸ درجه سانتیگراد و حداقل برودت هوا در زمستان به ۷- درجه سانتیگراد می‌رسد. بارش سالیانه حدود ۱۳۸ میلیمتر و میانگین دمای سالانه ۱۹/۹ درجه سانتیگراد است. اما دما در پاییز و بهار معتدل است.

## جمعیت
بر پایه سرشماری عمومی نفوس و مسکن در سال ۱۳۹۵، جمعیت این شهر ۱۱٬۸۳۸ نفر (۳٬۷۰۷ خانوار) بوده‌است.

## آثار تاریخی

آب‌انبار مرکزی نوش‌آباد

در منطقۀ نوش‌آباد بیش از ۵۰ اثر تاریخی وجود دارد که نیمی از آن در داخل بافت و نیمی دیگر در کویر این شهر قرار گرفته‌است که برخی از آثار تاریخی به شرح زیر است:
- شهر زیرزمینی اویی:

این شهر زیرزمینی به عنوان بزرگترین شهر زیرزمینی جهان معروف است که قدمتی ۱۵۰۰ ساله دارد و به دوره ساسانیان برمی‌گردد. این شهر زیرزمینی با وسعتی بیش از ۴ کیلومتر و در سه طبقه در عمق‌های ۴ الی ۲۱ متری از سطح زمین به وجود آمده‌است. کاربری این شهر در دوره‌ها احتمالاً متفاوت بوده به گونه‌ای که در دوران ساسانی تا صفوی و حتی زندیه بیشتر به عنوان پناهگاه یا جان‌پناه محلی برای اختفا و حفظ جان استفاده می‌شده به همین منظور همیشه درحالِ گسترش بوده‌است اما در دوران قاجار احتمال می‌رود بیشتر به منظور فرار از گرما در تابستان استفاده می‌شده‌است (جغرافیای نوش‌آباد، ۱۳۹۴).
معماری دست کند اویی (شهر زیر زمینی) که بی‌شک، شهر پیش از آن شکل گرفته، محلی برای اختفا در ادوار گذشته بوده و نشان از وجود نااَمنی در منطقه و تفکر هوشمندانۀ ساکنان آن است. این معماری به صورت دالان‌های تو در تو در کل زیر سطح شهر و حتی فراتر از آن در دوران ساسانی و اوایل دوران اسلام گسترده شده‌است.
- مسجد جامع نوش‌آباد
- مسجد علی نوش‌آباد
- قلعه خشتی نوش‌آباد (قلعه سی زان):

قلعه خشتی که ضخامت دیوار آن نزدیک به ده متر است، متعلق به دورۀ سلجوقیان و از جنس خشت خام وگل به مساحت یک هکتار و دارای ۹ برج دیده‌بانی است. این قلعه که نظامی بوده و از جمله استحکامات دفاعی شهر به حساب می‌آمده‌است، در اعصار بعدی، کاربری مسکونی پیدا کرده‌است. این قلعه در آثار ملی ایران به ثبت رسیده‌است.
- خانۀ تاریخی ارباب: این اثر در تاریخ ۱۶ دی ۱۳۸۷ با شمارهٔ ثبت ۲۴۴۵۷ به‌عنوان یکی از آثار ملی ایران به ثبت رسیده است.
- پل تاریخی اسحاق‌آباد
- خانۀ تاریخی عمارتی‌ها که به عنوان یکی از آثار ملی ایران به ثبت رسیده‌است.
- خانۀ تاریخی شترخان

۱۵۰۰ مترمربع مساحت و ۴۰۰ مترمربع زیربنا دارد و به دوره قاجاریه می‌رسد.
- بقعۀ رقیه بانو و شاهزاده ابراهیم